# Candona rawsoni
Candona rawsoni är en kräftdjursart som beskrevs av Tressler 1957. Candona rawsoni ingår i släktet Candona och familjen Candonidae. Inga underarter finns listade.